# Ferdinand Robidoux
Pour les articles homonymes, voir Robidoux.
Ferdinand Robidoux, né le 17 octobre 1875 à Shédiac où il meurt le 17 juin 1962, est un avocat et un homme politique canadien du Nouveau-Brunswick.

## Biographie
Il naît le 17 octobre 1875 à Shédiac, au Nouveau-Brunswick, où son père, nommé également Ferdinand, était le propriétaire du journal Le Moniteur acadien. Il suit des études au Collège Saint-Joseph et devient avocat à Richibouctou.
Il commence à s'intéresser à la politique en devenant conseiller municipal à Shédiac, puis brigue le siège de député fédéral de la circonscription de Kent en 1908 mais est battu par Olivier Leblanc. Il remporte toutefois le siège sous l'étiquette conservatrice aux élections suivantes, le 21 septembre 1911, face à Auguste Léger mais est battu par ce même Auguste Léger en 1917.
Ferdinand Robidoux meurt le 17 juin 1962 à Shédiac.